# Poljub pod pajčolanom (album)
Poljub pod pajčolanom je 7. album Ansambla Modrijani, ki je izšel leta 2007 pri založbi VOX. Istega leta je prejel srebrno ploščo, leta 2009 pa še zlato.

## Seznam pesmi
| Št. | Naslov                        | Pisec                                        | Dolžina |
| --- | ----------------------------- | -------------------------------------------- | ------- |
| 1.  | „Poljub pod pajčolanom‟       | Franc Šegovc/Metka Ravnjak Jauk/Franc Šegovc | 3:23    |
| 2.  | „Ljubezen je preprosta stvar‟ | Franc Šegovc/Vera Šolinc                     | 2:54    |
| 3.  | „Mamine solze‟                | Rok Švab/Vera Kumprej/Smiljan Greif          | 3:56    |
| 4.  | „Sonce gre za goro spat‟      | Brane Klavžar/Jože Galič                     | 3:38    |
| 5.  | „Vse mi pomeniš na svetu‟     | Brane Klavžar, Modrijani/Majda Rebernik      | 3:32    |
| 6.  | „Kam šel je čas‟              | Franc Šegovc                                 | 2:31    |
| 7.  | „Naša Slovenija‟              | Brane Klavžar/Jože Galič                     | 3:46    |
| 8.  | „Če hočeš biti sama‟          | Brane Klavžar/Vera Šolinc                    | 3:31    |
| 9.  | „Valček za Petro‟             | Rok Švab                                     | 3:36    |
| 10. | „Mojca iz Vitanja‟            | Franc Šegovc/Jože Galič                      | 1:57    |
| 11. | „Glasba mi pomeni vse‟        | Rok Švab/Majda Rebernik                      | 2:45    |
| 12. | „Nikotinska kriza‟            | Franc Šegovc/Vera Šolinc                     | 2:40    |
| 13. | „Dedek‟                       | Simon Legnar/Slavko Vetrih                   | 4:14    |

## O pesmih
- Mamine solze - Skladba je na glasovanju na izboru za Naj vižo leta 2007 osvojila 2. mesto (za skladbo Edino upanje Ansambla Spev). Prejeli so 2004 glasove poslušalcev (od skupno 10178).[1]
- Kam šel je čas - Skladba se nahaja tudi na naslednjem albumu Kam šel je čas ....
- Valček za Petro - Inštrumentalna skladba, ki jo je Rok Švab posvetil svojemu dekletu, pozneje ženi, Petri Zalokar (članici Ansambla Iskrice).
- Dedek - Priredba skladbe Naš dedek, ki jo je izvajal Ansambel Simona Legnarja.[2]